# Toyota Center
Toyota Center er en sportsarena i Houston i Texas, USA, der er hjemmebane for både NBA-holdet Houston Rockets. Arenaen har plads til ca. 19.000 tilskuere, og blev indviet den 3. oktober 2003. 